# Quintanilla del Agua y Tordueles
Quintanilla del Agua y Tordueles är en kommun i Spanien.   Den ligger i provinsen Provincia de Burgos och regionen Kastilien och Leon, i den centrala delen av landet, 180 km norr om huvudstaden Madrid. Antalet invånare är 504. Arean är 36 kvadratkilometer.
Terrängen i Quintanilla del Agua y Tordueles är huvudsakligen platt.